# نیکتاس شونیتز
نیکتاس شونیتز (یونانی: Νικήτας Χωνιάτης؛ ۱ ژانویهٔ ۱۱۵۵ – ۱ ژانویهٔ ۱۲۱۷) سیاستمدار، نویسنده، و تاریخ‌نگار اهل امپراتوری روم شرقی بود که آثاری همچون Alexii Ducae Imperium، O city of Byzantium و Historia نوشته اوست.